# Теплице-над-Бечвой

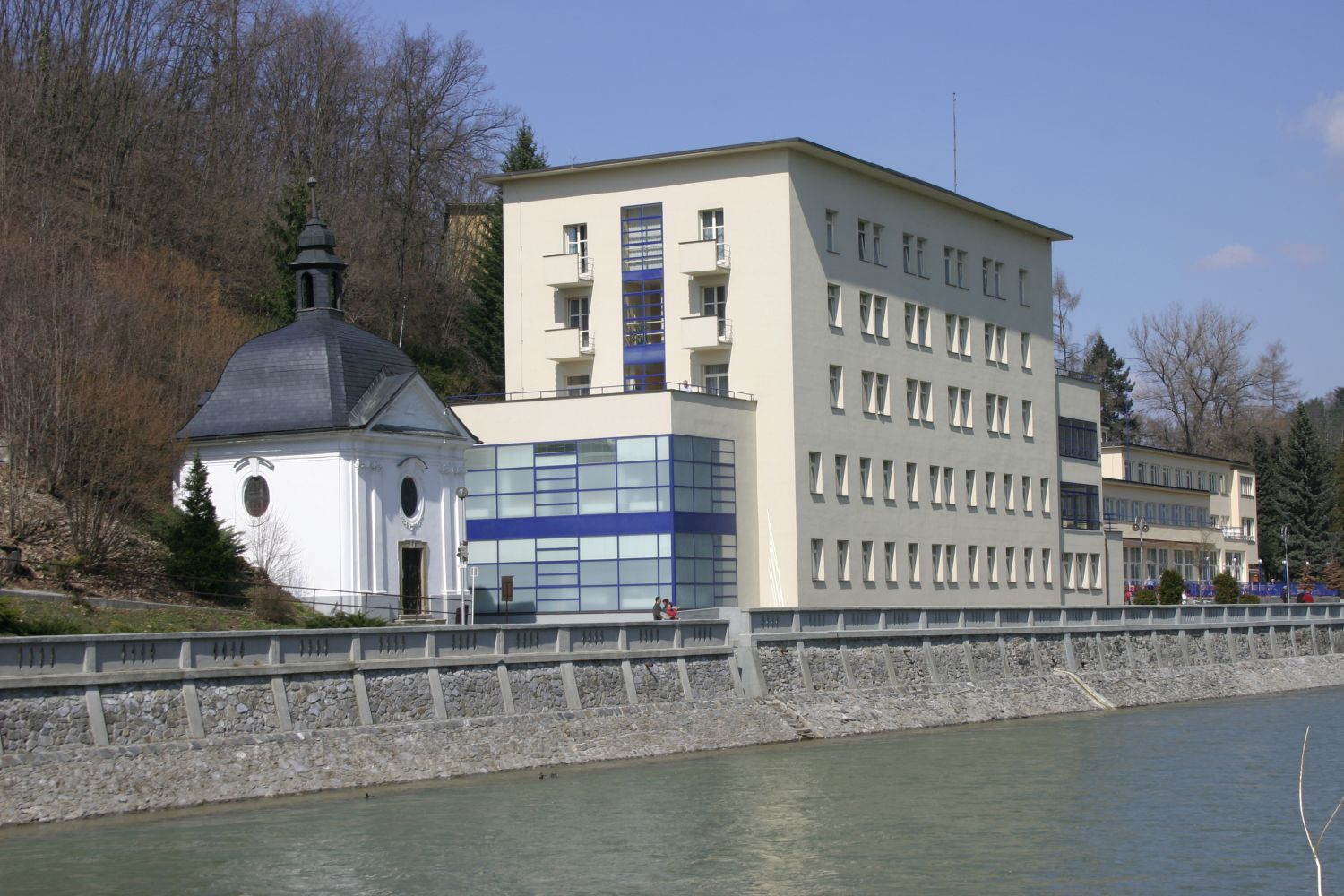
Здание отеля и санатория

Теплице-над-Бечвой — населённый пункт находящийся в округе Пршеров Оломоуцкого края Чешской республики.
Здесь проживают 354 жителей на площади 375 га. Место знаменито прежде всего своим санаторием, где в основном лечатся заболевания сердца. На территории курорта находятся несколько интересных, с точки зрения архитектуры, построек, например, санаторное здание с отелем и рестораном Bečva от архитекторов Карла Котаса и Oskara Oehlera (построено в годах 1931—1949) или же вила Л. Ржиговскего (1933—1934, архитекторы Elly Oehlerová и Oskar Oehler).
Недавно были открыты соляные пещеры, где прежде всего лечатся люди с астмой, или другими заболеваниями лёгких.